# Šantarsko more
Šantarsko more (rus. Шантарское море) je malo obalno more u sjeverozapadnom dijelu Ohotskog mora.
Na sjeveru je omeđeno otokom Boljšoj Šantar, na istoku otokom Mali Šantar, na jugu Tugurskim zaljevom, a na zapadu Udskim zaljevom.

## Povijest
More su često posjećivali američki kitolovci koji su lovili grenlandske kitove između 1853. i 1874. Ruske škune iz Mamge također su krstarile morem za grenlandske kitove od 1865. do 1871.